# ТЕЦ Баррейру
ТЕЦ Баррейру – теплоелектроцентраль у Португалії.
У 1978 – 1979 на майданчику станції ввели в дію парові турбіни потужністю 31,6 МВт та 32,9 МВт, що живились від двох парових котлів. Окрім виробництва електроенергії ТЕЦ забезпечувала технологічну пару для розташованого поруч потужного комплексу з виробнцитва добрив у Баррейру-і-Лаврадіо.
В 2008 році на заводі добрив зупинили ряд великих виробництв. ТЕЦ також пройшла через докорінну модернізацію і на заміну застарілим потужностям запустила в 2010 році нові, що складаються з двох газових турбін з показниками 17,6 МВт та 7,2 МВт. Відпрацьовані турбінами гази живлять два однотипні котла-утилізатора, оснащені системою додоткового спалювання, що дозволяє покривати 80% потреб у парі навіть за умови зупинки турбін. Теплова потужність станції рахується на рівні 49 тонн пари на годину.
Парові котли станції використовували мазут. Нова газотурбінна станція розрахована на споживання природного газу, що надходить до столичного регіону по трубопроводу Сінеш – Лейрія. 
Для видалення продуктів згоряння з парових котлів призначався димар заввишки 104 метрів. Нова газотурбінна станція отримала димар висотою 24 метра.
Для охолодження використовують воду із річки Тахо.
Видача продукції нової станції відбувається під напругою 60 кВ.